# Hans Hansson (motociclista)
Hans Hansson   (Tibro, c. 1942), conegut com a Hasse Hansson, és un antic pilot d'enduro suec que va protagonitzar una carrera esportiva de 51 anys, la major part de la qual com a pilot oficial de Husqvarna, on treballava alhora de provador i desenvolupador. Entre 1962 i 1979 va guanyar nou campionats de Suècia d'enduro i cinc edicions de la Novemberkåsan, un rècord de victòries en aquesta dura prova que només superen Gunnar Kalén i Sven-Erik Jönsson (amb sis) i Joakim Ljunggren (amb nou).
Hansson viu a Tibro (Västra Götaland) amb la seva família, molt implicada en l'esport del motociclisme: el seu fill, Peter Hansson, ha estat també pilot d'enduro i motocròs i n'ha guanyat nombrosos campionats, entre ells un del món d'enduro el 1990. El fill de Peter, Rikard Hansson, és també un reeixit pilot d'ambdues modalitats.

## Biografia
Hasse Hansson va debutar en competició el 1958 amb una un Husqvarna Silverpilen preparada a Örebro. No va tenir, però, gaire èxit i van passar dos anys fins que va començar a destacar. El 1960 va ser tercer al campionat de Suècia d'enduro en la categoria de superiors a 175cc. L'any següent va acabar-hi sisè amb una Monark i el 1962, ja amb una Husqvarna, va guanyar el campionat amb autoritat. El 1963 va repetir l'èxit.
El 1964, Hansson va passar a córrer motocròs i va estar-se quatre temporades competint-hi amb una Lindström de 351 cc, al llarg de les quals el seu millor resultat va ser un sisè lloc final al campionat de Suècia de motocròs de 500cc. El 1968 va tornar a l'enduro i en va guanyar un tercer títol. Aquell any mateix, amb una Husqvarna amb canvi de vuit velocitats, va obtenir la seva primera victòria absoluta a la Novemberkåsan. Durant la dècada del 1970, Hansson va treballar en el projecte de la Husqvarna militar amb caixa de canvis automàtica. Durant aquella època, a més de nombrosos èxits a Suècia i països veïns, va guanyar en la seva categoria a la Mint 400 de Las Vegas, al desert de Nevada.
Hansson va continuar competint amb certa regularitat fins al 2009. El 2004 va guanyar el campionat del món de motocròs per a veterans (una cursa anual que se celebra al circuit de Glen Helen, Califòrnia) en la categoria de majors de 60 anys.